# Гемпт, Бернард те
Бернард те Гемпт (нидерл. Bernard te Gempt; 25 апреля 1826, Батенбург, провинция Гелдерланд, Нидерланды — 4 января 1879, Амстердам) — голландский художник-анималист. Представитель Дюссельдорфской школы живописи.

## Биография
По настоянию родителей сперва учился богословию, затем коммерции. Однако, имея тягу к искусству, брал частные уроки рисования, а с 1850 года поступил в Королевскую академию изящных искусств в Амстердаме. Ученик Яна Виллема Пинемана и Николаса Пинемана . До 1846 года жил и творил в Дюссельдорфе.
После окончания академии, посвятил себя почти исключительно анималистике. Создал также ряд сатирических рисунков с животными, в частности, «Мирный конгресс в Париже», «Собачья подпись» и «Летучая мышь».
Благодаря королевской стипендии, совершил учебные поездки по Бельгии, Франции, Швейцарии и Италии.
С 1850 года был членом Королевской академии изящных искусств в Гааге.
Покончил жизнь самоубийством.
Картины художника хранятся в Рейксмюсеум (Амстердам).
- Большая охота на волков
- Спаниель и терьер
- Два зайца с котомкой на фоне замка